# 韋爾勒的索菲
韋爾勒的索菲（丹麥語：Sophie af Werle，？年—約1339年），韋爾勒勳爵尼庫勞斯二世與丹麥公主里基莎的女兒。

## 家庭
1315年，索菲與霍爾斯坦-倫茨堡伯爵格哈德三世結婚，兩人共有2子1女：
1. 海因里希（約1317年—1384年）
2. 尼庫勞斯（英语：Nicholas, Count of Holstein-Rendsburg）（1321年—1397年）
3. 伊莉莎白（？年—1402年）